# جيمس جي. سترونج
جيمس جي. سترونج (بالإنجليزية: James G. Strong)‏ هو محامي وسياسي أمريكي، ولد في 23 أبريل 1870، وتوفي في 11 يناير 1938. حزبياً، نشط في الحزب الجمهوري. وقد انتخب عضو مجلس النواب الأمريكي.